# Sinzendorf Fülöp Lajos
Gróf Sinzendorf Fülöp Lajos (Párizs, 1699. július 14. – Wrocław (Boroszló), 1747. szeptember 28.) bíboros, megyéspüspök.

## Életútja
Nagyon fiatalon kölni, salzburgi, majd almóci kanonok és pécsváradi apát lett. 1726. május 5-től győri megyéspüspök, decemberben foglalta el székét. Az üres kanonok stallumokat másoknak juttatta, reformálta a kispapok oktatási rendjét. 1731-ben elrendelte az egyház látogatást. 1727-től a Santa Maria sopra Minerva bíboros-protektora, és ő volt az utolsó győri megyéspüspök, aki 1730-ban a papi rendet még föl nem vett Pilaty Lipót bárónak kanonoki stallumot adott. 1732. július 14-től boroszlói püspök.